# 센보쿠군 (오사카부)

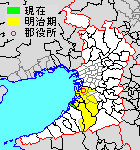
오사카부 센보쿠군의 범위. (녹색:다다오카정)

센보쿠군(일본어: 泉北郡, せんぼくぐん)은 일본 오사카부에 있는 군이다.
인구 15,940명, 면적 3.97km², 인구밀도 4,015명/km².(2025년 3월 1일, 추계인구)
이하 1정으로 구성된다.
- 다다오카정(忠岡町)

## 군역
1896년 발족 당시의 군역은, 위의 1정 이에 현재의 행정 구역으로 대체로 아래 구역에 해당한다.
- 사카이시
  - 사카이구 일부
  - 나카구
  - 니시구
  - 미나미구
  - 기타구 일브
- 다카이시시
- 이즈미시
- 이즈미오쓰시
- 기시와다시 일부

## 역사

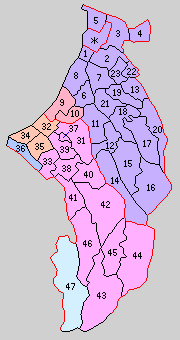
1.미나토촌 2.헤노마쓰촌 3.무카이촌 4.고카쇼촌 5.산보촌 6.오토리촌 7.가미이시촌·쓰쿠노촌 8.하마데라촌 9.다카이시촌 10.도리이시촌 11.쓰루타촌 12.기타니와촌 13.히가시모즈촌 14.미키타촌 15·16.니와다니촌 17.니시토키촌 18.구제촌 19.후카이촌 20.히가시토키촌 21.핫타쇼촌 22.나카모즈촌 23.니시모즈촌 31.시노다촌 32.가미조촌 33.고쿠후촌 34.오쓰촌 35.아나시촌 36.다다오카촌 37.미나미오지촌 38.고쇼촌 39.하카타촌 40.기타이케다촌 41.기타마쓰오촌 42.미나미이케다촌 43.미나미요코야마촌 44.히가시요코야마촌 45.니시요코야마촌 46.미나미마쓰오촌 47.야마타키촌
(보라:사카이시, 빨강:다카이시시, 분홍:이즈미시, 등색:이즈미오쓰시, 하늘색:기시와다시, 파랑:합병 없음, *는 출범 시의 사카이시)

- 1896년 4월 1일 - 군제  시행에 따라 오토리군·이즈미군의 구역으로 센보쿠군을 설치.(40촌)
  - 구 오토리군(23촌) - 미나토촌(湊村), 헤노마쓰촌(舳松村), 무카이촌(向井村), 고카쇼촌(五箇荘村), 산보촌(三宝村), 오토리촌(鳳村), 가미이시촌(神石村), 쓰쿠노촌(踞尾村), 하마데라촌(浜寺村), 다카이시촌(高石村), 도리이시촌(取石村), 쓰루타촌(鶴田村), 기타니와촌(北上神村), 히가시모즈촌(東百舌鳥村), 미키타촌(美木多村), 니와다니촌(上神谷村), 니시토키촌(西陶器村), 구제촌(久世村), 후카이촌(深井村), 히가시토키촌(東陶器村), 핫타쇼촌(八田荘村), 나카모즈촌(中百舌鳥村), 니시모즈촌(西百舌鳥村)
  - 구 이즈미군(17촌) - 시노다촌(信太村), 가미조촌(上条村), 고쿠후촌(国府村), 오쓰촌(大津村), 아나시촌(穴師村), 다다오카촌(忠岡村), 미나미오지촌(南王子村), 고쇼촌(郷荘村), 하카타촌(伯太村), 기타이케다촌(北池田村), 기타마쓰오촌(北松尾村), 미나미이케다촌(南池田村), 미나미요코야마촌(南横山村), 히가시요코야마촌(東横山村), 니시요코야마촌(西横山村), 미나미마쓰오촌(南松尾村), 야마타키촌(山滝村)
- 1903년 5월 1일 - 히가시요코야마촌·니시요코야마촌이 합병하여, 요코야마촌(横山村)이 발족.(39촌)
- 1913년 11월 1일 - 무카이촌이 정제 시행으로 무카이정(向井町)이 됨.(1정 38촌)
- 1914년 4월 1일 - 하마데라촌이 정제 시행으로 하마데라정(浜寺町)이 됨.(2정 37촌)
- 1915년
  - 1월 1일 - 다카이시촌이 정제 시행으로 다카이시정(高石町)이 됨.(3정 36촌)
  - 4월 1일 - 오쓰촌이 정제 시행으로 오쓰정(大津町)이 됨.(4정 35촌)
  - 10월 1일 - 미나토촌이 정제 시행으로 미나토정(湊町)이 됨.(5정 34촌)
- 1919년 4월 1일 - 니시모즈촌·나카모즈촌이 합병하여, 모즈촌(百舌鳥村)이 됨.(5정 33촌)
- 1920년
  - 4월 1일 - 미나토정·무카이정이 사카이시에 편입. (3정 33촌)
  - 6월 1일 - 오토리촌이 정제 시행으로 오토리정(鳳町)이 됨.(4정 32촌)
- 1925년 10월 1일 - 헤노마쓰촌이 사카이시에 편입.(4정 31촌)
- 1926년 10월 1일 - 산보촌이 사카이시에 편입.(4정 30촌)
- 1931년 8월 20일 - 가미조촌·오쓰정·아나시촌이 합병하여, 새로이 오쓰정이 발족.(4정 28촌)
- 1933년 4월 1일 - 고쿠후촌·하카타촌·고쇼촌이 합병하여, 이즈미정(和泉町)이 발족.(5정 25촌)
- 1935년 2월 11일 - 쓰루타촌·기타니와촌이 합병하여, 후쿠이즈미정(福泉町)이 발족.(6정 23촌)
- 1938년
  - 2월 11일 - 가미이시촌이 사카이시에 편입.(6정 22촌)
  - 9월 1일 - 고카쇼촌·모즈촌이 사카이시에 편입.(6정 20촌)
- 1939년 10월 1일 - 다다오카촌이 정제 시행으로 다다오카정(忠岡町)이 됨.(7정 19촌)
- 1942년
  - 4월 1일 - 오쓰정이 시제 시행으로 이즈미오쓰시(泉大津市)가 되어, 군에서 이탈.(6정 19촌)
  - 7월 1일 - 오토리정·쓰쿠노촌·하마데라정·히가시모즈촌·후카이촌·핫타쇼촌이 사카이시에 편입.(4정 15촌)
- 1943년 10월 7일 - 미나미오지촌이 정제 시행으로 야사카정(八坂町)이 됨.(5정 14촌)
- 1948년 4월 1일 - 야마타키촌이 기시와다시에 편입.(5정 13촌)
- 1953년 4월 1일 - 도리이시촌이 다카이시정에 편입.(5정 12촌)
- 1955년 4월 1일 - 구제촌·히가시토키촌·니시토키촌·니와다니촌이 합병하여, 이즈미가오카정(泉ヶ丘町)이 발족.(6정 8촌)
- 1956년 9월 1일 -  이즈미정·기타이케다촌·미나미이케다촌·기타마쓰오촌·미나미마쓰오촌·요코야마촌·미나미요코야마촌이 합병하여, 이즈미시(和泉市)가 발족, 군에서 이탈.(5정 2촌)
- 1956년 9월 30일 - 미키타촌이 후쿠이즈미정에 편입.(5정 1촌)
- 1959년 5월 3일 - 이즈미가오카정이 사카이시에 편입.(4정 1촌)
- 1960년 8월 1일 - 시노다촌·야사카정이 이즈미시에 편입.(3정)
- 1961년 3월 1일 - 후쿠이즈미정이 사카이시에 편입.(2정)
- 1966년 11월 1일 - 다카이시정이 시제 시행으로 다카이시시(高石市)가 되어, 군에서 이탈.(1정)